# Murray Hamilton
Pour les articles homonymes, voir Hamilton.
Murray Hamilton est un acteur américain, né le 24 mars 1923 à Washington, en Caroline du Nord, et mort dans la même ville le 1er septembre 1986.
Murray Hamilton est connu dans le rôle du maire Larry Vaughn dans Les Dents de la mer et Les Dents de la mer, 2e partie. Il avait signé pour rejouer le maire Larry Vaughn dans le quatrième film Les Dents de la mer 4 mais il meurt d'un cancer du poumon peu de temps avant le tournage du film.
Il est l'oncle de l'acteur Stephen Pisani.

## Filmographie

### Cinéma
- 1944 : Reckless Age : Member of Soldier Quartet
- 1951 : La Nouvelle Aurore (Bright Victory) de Mark Robson : Pete Hamilton
- 1951 : The Whistle at Eaton Falls : Al Webster
- 1956 : Je reviens de l'enfer (Toward the Unknown) : Maj. Bromo Lee
- 1956 : The Girl He Left Behind de David Miller : Sgt. Clyde
- 1957 : L'Odyssée de Charles Lindbergh (The Spirit of St. Louis) : Bud Gurney
- 1957 : Un seul amour (Jeanne Eagels) : Chick O'Hara
- 1958 : Les commandos passent à l'attaque (Darby's Rangers) : Pvt. / Sgt. Sims Delancey
- 1958 : Une femme marquée (Too Much, Too Soon) : Charlie Snow
- 1958 : Deux farfelus au régiment (No Time for Sergeants) : Irving S. Blanchard
- 1958 : La Péniche du bonheur (Houseboat) : Capt. Alan Wilson
- 1959 : Autopsie d'un meurtre (Anatomy of a Murder) : Alphonse Paquette
- 1959 : La police fédérale enquête (The FBI Story) : Sam Crandall
- 1960 : La Tête à l'envers (Tall Story) : Coach Sandy Hardy
- 1961 : L'Arnaqueur (The Hustler) : Findley
- 1963 : Papa's Delicate Condition : Mr Harvey
- 1963 : 13 filles terrorisées (13 Frightened Girls) : Wally Sanders
- 1963 : Le Cardinal (The Cardinal) : Lafe
- 1966 : Sursis pour une nuit (An American Dream) de Robert Gist : Arthur Kabot
- 1966 : L'Opération diabolique (Seconds) : Charlie Evans
- 1967 : Danger Has Two Faces : Colonel Jack Forbes
- 1967 : Le Lauréat (The Graduate) de Mike Nichols : Mr Robinson
- 1968 : Sergeant Ryker : Capt. Appleton
- 1968 : Le Refroidisseur de dames (No Way to Treat a Lady) : Inspecteur Haines
- 1968 : L'Étrangleur de Boston (The Boston Strangler) de Richard Fleischer : Sgt. Frank McAfee
- 1968 : The Brotherhood : Jim Egan
- 1969 : Mardi, c’est donc la Belgique (If It's Tuesday, This Must Be Belgium) : Fred Ferguson
- 1973 : Nos plus belles années (The Way We Were) : Brooks Carpenter
- 1975 : Les Dents de la mer (Jaws) : Larry Vaughn
- 1975 : La Toile d'araignée (The Drowning Pool) : Kilbourne
- 1977 : Les Survivants de la fin du monde (Damnation Alley) : Général Landers
- 1978 : Casey's Shadow : Tom Patterson
- 1978 : Les Dents de la mer, 2e partie (Jaws II) : Larry Vaughn
- 1979 : Amityville : La Maison du diable (The Amityville Horror) : Père Ryan
- 1979 : 1941 : Claude Crumn
- 1980 : Brubaker : John Deach
- 1983 : Hysterical : Mayor
- 1985 : Too Scared to Scream : Jack Oberman
- 1986 : Whoops Apocalypse : Jack 'Kill the Commies' Preston (former President)

### Télévision
- 1959 : La Quatrième Dimension (The Twilight Zone) (série) : Mr LaMort (saison 1, épisode 2 : Pour les anges)
- 1959 : Love and Marriage (série) : Steve Baker
- 1960 : Les Incorruptibles (série), Fille de gangster
- 1965 : Inherit the Wind
- 1966 - 1967 : The Man Who Never Was (série) : Jack Forbes (épisodes inconnus)
- 1967 : Les Envahisseurs (The Invaders) (série) : Lewis Dunhill (saison 1, Episode 17 : Le condamné,The Condemned)
- 1971 : Vanished : Nick McCann
- 1971 : Cannon  : Virgil Holley
- 1971 : A Tattered Web : Sgt. Joe Marcus
- 1971 : The Police  : Chief of Police
- 1971 : The Harness : Roy Kern
- 1971 : The Failing of Raymond : Sergeant Manzak
- 1972 : Deadly Harvest : Sheriff Bill Jessup
- 1972 : Mission impossible (série télévisée) S07 E10: Docteur Jérôme Cooper
- 1973 : Incident on a Dark Street (en), téléfilm de Buzz Kulik : Edmund 'Ed' Schilling
- 1973 : Murdock's Gang  : Harold Talbot
- 1974 : Après la chute (After the Fall) : Mickey
- 1976 : Le Riche et le Pauvre (Rich Man, Poor Man) (feuilleton) : Sid Gossett
- 1977 : Murder at the World Series : Harvey Murkison
- 1977 : Navire en détresse (Killer on Board) : Dr Ned Folger
- 1979 : Donovan's Kid : Henry Carpenter
- 1979 : A Last Cry for Help : Ralph Muir
- 1980 : Swan Song : Jack McCauley
- 1980 : The Cheap Detective : Ralph Garvey
- 1981 : All the Way Home : Joel Lynch
- 1982 : Les Monstres du labyrinthe (Mazes and Monsters) (TV) : Lieutenant John Martini
- 1983 : Summer Girl : Jack Reardon
- 1984 : Boys in Blue : Captain Sid Bender
- 1985 : Hail to the Chief (série) : Sen. Sam Cotton (épisodes inconnus)
- 1986 : Les Derniers jours de Patton (The Last Days of Patton) : Gen. Hobart 'Hap' Gay

## Voix françaises
| - Albert Augier dans : - Autopsie d'un meurtre - Nos plus belles années - Marc de Georgi dans : - L'Opération diabolique - Le Refroidisseur de dames - Jean Michaud dans : - Les Dents de la mer (1er doublage) - Les Dents de la mer 2 | et aussi : - William Sabatier dans Je reviens de l'enfer - Jacques Thébault dans L'Odyssée de Charles Lindbergh - Marc Cassot dans La Péniche du bonheur - Roger Rudel dans La Police fédérale enquête - Georges Hubert dans L'Arnaqueur - Serge Nadaud dans Le Lauréat - Jean-Claude Michel dans L'Étrangleur de Boston - Jacques Ferrière dans Madigan (série télévisée) - Jacques Dynam dans La Toile d'araignée - Georges Atlas dans Amityville : La Maison du diable - Michel Beaune dans 1941 - Gabriel Cattand dans Brubaker - Thierry Murzeau dans Les Dents de la mer (2e doublage) |